# Diego Occhiuzzi
Diego Occhiuzzi (* 30. dubna 1981 Neapol, Itálie) je italský sportovní šermíř, který se specializuje na šerm šavlí. Itálii reprezentuje od roku 2007. Na olympijských hrách startoval v roce 2008, 2012 a 2016 v soutěži jednotlivců a družstev. V soutěži jednotlivců získal na olympijských hrách 2012 stříbrnou olympijskou medaili. S italským družstvem šavlistů vybojoval dvě bronzové (2008, 2012) olympijské medaile. V roce 2015 vybojoval s družstvem titul mistra světa a pět titulů mistrů Evropy (2009, 2010, 2011, 2013 a 2014).